# Jean Dargassies
Jean Dargasseies (Grisolles, 15 luglio 1872 – Grisolles, 6 agosto 1965) è stato un ciclista su strada francese.
Professionista dal 1903 al 1907, corse quattro edizioni del Tour de France.

## Carriera
Dargassies prese parte alla prima edizione del Tour de France, che concluse all'undicesimo posto, mentre nell'edizione successiva, quella del 1904, chiuse ai piedi del podio. Sempre nel 1904 ottenne un secondo posto nell'allora classica francese Bordeaux-Parigi, dietro Fernand Augereau. Era soprannominato "Le forgeron de Grisolles", ossia il Fabbro di Grisolles, per via del suo lavoro.

## Piazzamenti

### Grandi Giri
- Tour de France

1903: 11º
1904: 4º
1905: ritirato (1ª tappa)
1907: ritirato (5ª tappa)